# Oenopota crebricostata
Oenopota crebricostata är en snäckart som först beskrevs av Carpenter 1864.  Oenopota crebricostata ingår i släktet Oenopota och familjen kägelsnäckor. Inga underarter finns listade i Catalogue of Life.